# Бышки
Бы́шки (укр. Бишки) — село в Козовской поселковой общине Тернопольского района Тернопольской области Украины.
До 2020 года входило в Козовский район.
Код КОАТУУ — 6123080301. Население по переписи 2001 года составляло 580 человек.

## Географическое положение
Село Бышки находится на правом берегу реки Ценюв, в месте впадения в неё реки Конюхи,
выше по течению на расстоянии в 2 км расположено село Выбудов,
ниже по течению примыкает село Куропатники,
на противоположном берегу — село Поток.

## История
- 1450 год — первое упоминание о селе.

## Объекты социальной сферы
- Школа I—II ст.
- Фельдшерско-акушерский пункт.